# Marc Dax
Marc Dax (ur. 27 grudnia 1771 w Tarascon-sur-Ariège, zm. 3 czerwca 1837 w Sommières) – francuski lekarz. Niekiedy jest cytowany jako pierwszy, który odkrył zależność między uszkodzeniem lewej półkuli mózgu a afazją i prawostronną hemiplegią.